# Kassita
Kassita (berbersko. ⴽⴰⵙⵉⵜⴰ, arabsko كاسيطا) je manjše mesto v severnem Maroku.